# 36. pehotna divizija (Avstro-Ogrska)
36. pehotna divizija (izvirno nemško 36. Infanterie-Division oz. nemško 36. Infanterietruppendivision) je bila pehotna divizija avstro-ogrske kopenske vojske, ki je bila aktivna med prvo svetovno vojno.

## Organizacija
Maj 1941
- 71. pehotna brigada
- 72. pehotna brigada
- 37. poljskotopniški polk
- 13. poljskohavbični polk
- 13. težkohavbični divizion

## Poveljstvo
Poveljniki (Kommandanten)
- Claudius Czibulka: avgust 1914 - avgust 1915
- Franz Schreitter von Schwarzenfeld: avgust 1915 - marec 1916
- Friedrich von Löw: marec - junij 1916
- Maximilian von Nöhring: junij 1916 - november 1918